# Aletis rubricaput
Aletis rubricaput là một loài bướm đêm trong họ Geometridae.